# Seána Kerslake
Seána Kerslake (Tallaght, Dublín; 21 de octubre de 1992) es una actriz irlandesa, conocida por interpretar el papel de Aisling O'Dowd en la comedia dramática de RTÉ2 Can't Cope, Won't Cope (2016-2018). En 2017, Screen International la nombró una de los dieciséis actores jóvenes como Estrella del mañana. En 2020, ocupó el puesto 50 en la lista de The Irish Times de los mejores actores de cine irlandeses.

## Primeros años
Kerslake, la mediana de tres hijas de John y Deirdre Kerslake, nació en 1992 en Tallaght, condado de Dublín, donde se crio. Luego estudió inglés y música en NUI Maynooth, y actuación en pantalla en The Factory, Bow Street, Dublín.

## Carrera
En 2010, mientras era estudiante, Kerslake participó en Dollhouse de Kirsten Sheridan, una película irlandesa sin guion. Su actuación le valió una nominación al premio de la Academia Irlandesa de Cine y Televisión en 2013.
En 2016, Kerslake interpretó al personaje principal en A Date for Mad Mary, dirigida por Darren Thornton. Su actuación obtuvo críticas positivas de The Hollywood Reporter (que la describieron como "fascinante") y Variety (afirmando que fue "una actuación central arrolladora"). Recibió el premio Breakthrough del Círculo de Críticos de Cine de Dublín y el premio Bingham Ray New Talent en el Galway Film Fleadh de 2016.
Desde 2016 hasta 2018, Kerslake interpretó a Aisling en Can't Cope, Won't Cope de RTÉ2.
Su primera aparición en el escenario de Londres fue en mayo de 2018 como Kat en Mood Music de Joe Penhall, dirigida por Roger Michell, en The Old Vic.
Apareció en la película Dublin Oldschool de 2018, y protagonizó The Hole in the Ground de Lee Cronin, que se estrenó en 2019.
De 2021 a 2023, Kerslake interpretó a Grace Ahern en la miniserie de novela policíaca Smother de RTÉ One-Alibi.
En 2022, Kerlsake protagonizó la película Ballywalter con Patrick Kielty, dirigida por Prasanna Puwanarajah.
En 2024, participó en la segunda temporada de la serie dramática criminal de BBC One, Blue Lights.

## Filmografía
| Cine | Cine                                  | Cine             | Cine         |
| Año  | Título                                | Rol              | Notas        |
| ---- | ------------------------------------- | ---------------- | ------------ |
| 2012 | Dollhouse                             | Jeannie          |              |
| 2013 | Life's a Breeze                       | Mujer sospechosa |              |
| 2013 | The Hard Way                          | Katy             | Cortometraje |
| 2014 | Thin Air                              | Trish            | Cortometraje |
| 2014 | Darkroom                              | Lisa             | Cortometraje |
| 2014 | The Legend of Longwood                | Mujer leyenda    |              |
| 2016 | A Date for Mad Mary                   | Mary             |              |
| 2016 | A Long Shot                           | Sarah            | Cortometraje |
| 2018 | Dublin Oldschool                      | Gemma            |              |
| 2018 | We Ourselves                          | Una              |              |
| 2019 | The Hole in the Ground                | Sarah            |              |
| 2020 | Sueños de una escritora en Nueva York | Jenny            |              |
| 2021 | Creation Stories                      | Yvonne           |              |
| 2022 | Marlowe                               | Amanda Toxteth   |              |
| 2022 | Ballywalter                           | Eileen           |              |
| 2022 | Tar Anseo                             | Micaela          | Cortometraje |

| Televisión | Televisión               | Televisión               | Televisión                                |
| Año        | Título                   | Rol                      | Notas                                     |
| ---------- | ------------------------ | ------------------------ | ----------------------------------------- |
| 2016-2018  | Can't Cope, Won't Cope   | Aisling O'Dowd           | 12 episodios                              |
| 2019       | Headcases                | Michelle                 | 1 episodio                                |
| 2021       | Modern Love              | Garda Molloy             | Episodio: «Strangers on a (Dublin) Train» |
| 2022       | Hermanas hasta la muerte | Theresa Claffin          | 6 episodios                               |
| 2021-2023  | Smother                  | Grace Ahern              | 16 episodios                              |
| 2024       | Blue Lights              | Margaret 'Mags' Thompson | 6 episodios                               |